# Puente Internacional San Roque González de Santa Cruz
El Puente Internacional San Roque González de Santa Cruz es un puente carretero y ferroviario construido sobre el río Paraná, que comunica la ciudad de Posadas, Provincia de Misiones, Argentina -noreste de Argentina-, con la ciudad de Encarnación, Departamento de Itapúa, Paraguay -sur de Paraguay-. 
El puente, que además permite el paso de trenes, tiene una longitud total de 2550 m y el puente central tiene 579 m. Además del tránsito vehicular, actualmente circula también el tren binacional Posadas - Encarnación por este puente, uniendo ambos países.

## Historia
En 1973, la República Argentina, impulsó el proyecto y construcción de la represa de Yacyretá. En aquel entonces Alfredo Stroessner, presidente paraguayo, condicionó a Juan Domingo Perón, presidente argentino a fin de que dicho país se hiciera cargo de la construcción del puente, como compensación por las inundaciones que la represa de Yacyretá causaría al vecino país.
En el año 1980 se llevó a cabo la licitación, con previos estudios geológicos. La misma fue adjudicada finalmente a un consorcio conformado por compañías argentinas e italianas, estableciéndose así un costo de alrededor de los 85 millones de dólares. 
Fue inaugurado el 2 de abril de 1990 por los presidentes de Paraguay, General de Ejército Andrés Rodríguez Pedotti, y de Argentina Carlos Saúl Menem. Esta obra obtuvo el Premio Internacional Puente de Alcántara, a la obra pública más destacada del período (1989-1990).
Hoy día es uno de los pasos más importantes y transitados a la vez, tanto de la República Argentina como la de la República del Paraguay, con alrededor de diez millones de personas (entradas y salidas) registradas al año.

## Eponimia
El nombre del puente se debe a Roque González de Santa Cruz, un joven mártir primer santo paraguayo, nacido en Asunción del actual Paraguay, fundador de varias reducciones entre ellas las ciudades de Posadas y de Encarnación.